# Палетка Сражения

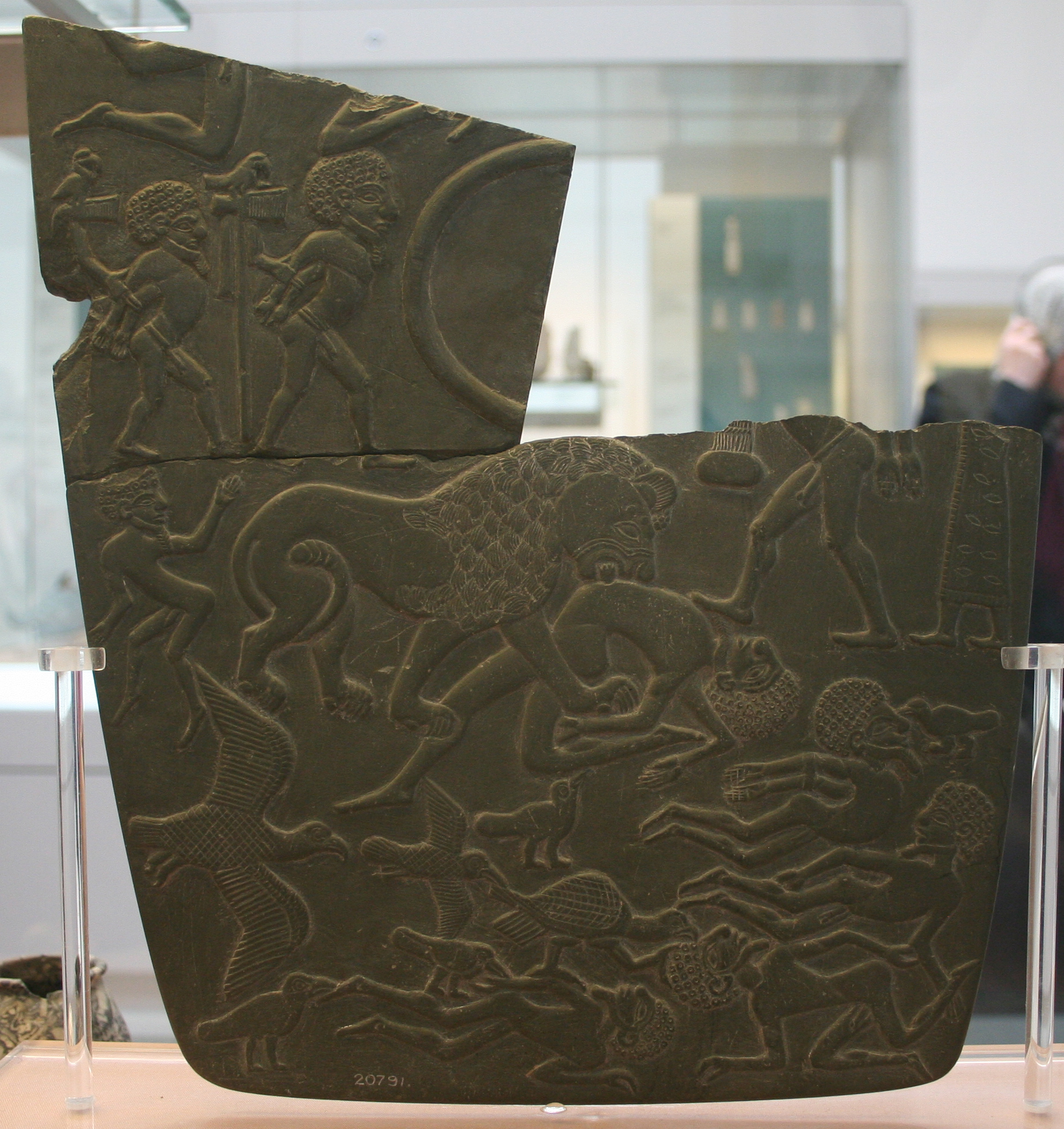
Аверс

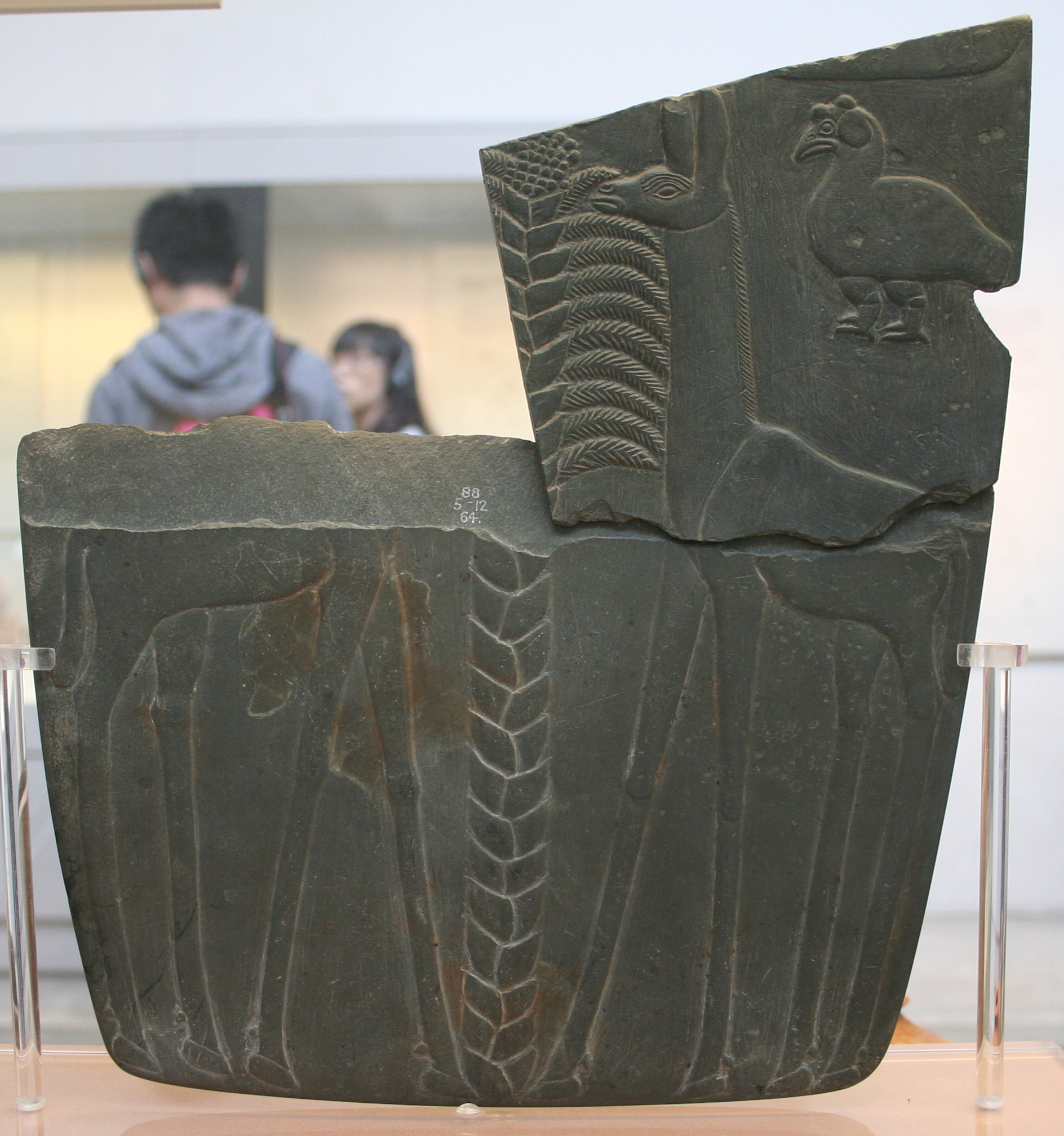
Реверс

Палетка сражения — артефакт, памятник додинастического искусства, относится к категории палеток, датируется периодом Нагада III. Содержит ранние примеры древнеегипетской письменности.

## Два фрагмента
Палетка, найденная в двух фрагментах, содержит сопутствующие войне символические сцены. Один из фрагментов палетки не сохранился.

## Аверс
В нижнем регистре изображены тела людей, вероятно, после сражения, которые терзают хищники. В верхнем регистре изображены двое голых связанных мужчин, руки которых привязаны к топорам с восседающим на них соколом. Рядом с ними изображен примитивный иероглиф, обозначающие «мужчина-пленник».

## Реверс
На обратной стороне изображены стилизованные птица, животное, дерево.